# NGC 1284
NGC 1284 è una vasta e lontana galassia lenticolare situata nella costellazione dell'Eridano, a una distanza di circa 424 milioni di anni luce dalla nostra Via Lattea.

## Scoperta
La galassia è stata scoperta il 10 dicembre 1798 dall'astronomo britannico di origine tedesca William Herschel.